# Fleix
Fleix település Franciaországban, Vienne megyében. Lakosainak száma 144 fő (2022. január 1.). Fleix Chauvigny, Leignes-sur-Fontaine és Paizay-le-Sec községekkel határos.

## Népesség
A település népességének változása:
| Lakosok száma | 152  | 138  | 137  | 136  | 138  | 141  | 144  | 144  | 144  |
|               | 2013 | 2015 | 2016 | 2017 | 2018 | 2019 | 2020 | 2021 | 2022 |